# Bernhard Rudolf Abeken
Bernhard Rudolf Abeken (1. prosince 1780 Osnabrück - 24. únor 1866 tamtéž) byl německý filolog a učitel.

## Život a kariéra
Abeken studoval teologii v Jeně. Roku 1808 se stal učitelem Schillerových synů. Od roku 1841 působil jako rektor na gymnáziu v Osnabrücku.
Byl otcem archeologa Wilhelma Ludwiga Abekena (1813–1843) a politika a spisovatele Hermanna Abekena (1820–1854).

## Dílo
- Cicero in seinen Briefen (Hannover, 1835)
- Ein Stück aus Goethes Leben (Berlín, 1848)
- Goethe in den Jahren 1771–75 (Hannover 1865)
- Ueber die Behandlung des Sophokleischen Philoctet auf Schulen (Osnabrück, 1856)